# Endocomia
Endocomia es un género de plantas perteneciente a la familia Myristicaceae. Comprende 4 especies descritas y  aceptadas.

## Descripción
Se caracterizan por ser una planta monoica. Perianto crema a rojo brillante por dentro, peloso-papiloso. Lóbulos del perianto patentes a reflejos en la antesis. Testa variegada.

## Taxonomía
El género fue descrito por   Willem Jan Jacobus Oswald de Wilde y publicado en Blumea 30(1): 179. 1984. La especie tipo es: Endocomia macrocoma W.J. de Wilde. 

## Especies aceptadas
A continuación se brinda un listado de las especies del género Endocomia aceptadas hasta diciembre de 2013, ordenadas alfabéticamente. Para cada una se indica el nombre binomial seguido del autor, abreviado según las convenciones y usos.
- Endocomia canarioides (King) W.J.de Wilde
- Endocomia macrocoma (Miq.) W.J.de Wilde
- Endocomia rufirachis (Sinclair) W.J.de Wilde
- Endocomia virella W.J.de Wilde